# راؤول أسينسيو (لاعب كرة قدم مواليد 2003)
راؤول أسينسيو ديل روساريو (بالإسبانية: Raúl Asencio del Rosario) (مواليد 13 فبراير 2003) هو لاعب كرة قدم إسباني يلعب كمدافع مع ريال مدريد.

## نشأته
انضم أسينسيو إلى أكاديمية الشباب لنادي ريال مدريد الإسباني في الدوري الإسباني عُندما كان عمره ثلاثة عشر عامًا.

## مسيرته الكروية
يلعب أسينسيو مع ريال مدريد كاستيا، حيثُ يعتبر واحدًا من أهم اللاعبين. في 9 نوفمبر 2024، خاض أول مباراة له في الدوري الإسباني مع ريال مدريد حيثُ شارك كبديل في مباراة انتهت بفوز فريقه بنتيجة 4–0 على نادي أوساسونا. في 24 نوفمبر 2024، شارك لأول مرة في الدوري الإسباني كلاعب أساسي مع ريال مدريد في مباراة انتهت بفوز 3-0 ضد نادي ليغانيس.

## أسلوب لعبه
يلعب أسينسيو بشكل أساسي كمدافع، وقد وُصف بأنه "جيد بالكرة ويتمتع بلياقة بدنية كبيرة".

## حياته الشخصية
أسينسيو هو من مواليد جزر الكناري في إسبانيا.

## الجدل
في سبتمبر 2023، تم القبض على أسينسيو وثلاثة لاعبين آخرين من ريال مدريد كاستيا وريال مدريد ج – فيران رويز وخوان رودريجيز وأندريس جارسيا - بسبب مزاعم بأن اثنين من اللاعبين قاما بتصوير وتوزيع مقطع فيديو للقاء جنسي بين امرأة بالغة وقاصر لم يوافق على التسجيل. زُعم أن أسينسيو تمكن من الوصول إلى الفيديو وتوزيعه على شخص آخر. في يناير 2025، أفاد موقع ريليفو الرياضي الإسباني أن أسينسيو لم يعد قيد التحقيق في القضية. ومع ذلك، في فبراير 2025، رفضت محكمة في كناريا الكبرى استئنافًا من محامي أسينسيو لإنهاء التحقيق، ولا يزال أسينسيو متهمًا بتهم حيازة مواد إباحية للأطفال.

## الإحصائيات
آخر تحديث من المباراة التي لُعبت في 15 فبراير 2025
.
| النادي                | الموسم   | الدوري          | الدوري | الدوري  | كأس الملك | كأس الملك | أوروبا | أوروبا  | أخرى   | أخرى    | المجموع | المجموع |
| النادي                | الموسم   | الدرجة          | الظهور | الأهداف | الظهور    | الأهداف   | الظهور | الأهداف | الظهور | الأهداف | الظهور  | الأهداف |
| --------------------- | -------- | --------------- | ------ | ------- | --------- | --------- | ------ | ------- | ------ | ------- | ------- | ------- |
| آر إس سي إنترناسيونال | 2022–23  | الدرجة الخامسة  | 29     | 0       | —         | —         | —      | —       | 4      | 0       | 33      | 0       |
| ريال مدريد كاستيا     | 2023–24  | الدرجة الثالثة  | 34     | 0       | —         | —         | —      | —       | —      | —       | 34      | 0       |
| ريال مدريد كاستيا     | 2024–25  | الدرجة الثالثة  | 11     | 0       | —         | —         | —      | —       | —      | —       | 11      | 0       |
| ريال مدريد كاستيا     | المجموع  | المجموع         | 45     | 0       | —         | —         | —      | —       | —      | —       | 45      | 0       |
| ريال مدريد            | 2024–25  | الدوري الإسباني | 12     | 0       | 3         | 0         | 5      | 0       | 3      | 0       | 23      | 0       |
| الإجمالي              | الإجمالي | الإجمالي        | 86     | 0       | 3         | 0         | 5      | 0       | 7      | 0       | 101     | 0       |

1. ↑  المباريات في تصفيات الدوري الإسباني الدرجة الخامسة
2. ↑  المباريات في دوري أبطال أوروبا
3. ↑  مباراتين في كأس السوبر الإسباني، ومباراة واحدة في كأس الإنتركونتيننتال

## الإنجازات
ريال مدريد
- كأس القارات للأندية: 2024

## وصلات خارجية
- راؤول أسينسيو على موقع قاعدة بيانات كرة القدم.إي يو (الإنجليزية)
- راؤول أسينسيو على موقع Soccerway.com (الإنجليزية)
- راؤول أسينسيو على موقع عالم كرة القدم.نت (الإنجليزية)
- راؤول أسينسيو على موقع IMDb (الإنجليزية)